# Christina Kirkman
Christina Marie Kirkman, född 25 februari 1993 i Melrose, Massachusetts, är en amerikansk skådespelerska. Under 2003-2005 var hon programledare för Nickelodeon-serien All that då hon ersatte Bryan Hearne.